# Media Atropatene
Media Atropatene – państwo i region składający się z północno-wschodniej części dawnej achemenidzkiej satrapii Medii, wyodrębniony z niej w roku 323 p.n.e.
Po śmierci Aleksandra jego towarzysze podzieli Medię na dwie prowincje, przy czym mniejsza, północno-wschodnia część, przypadła Persowi Atropatesowi, dawnemu satrapie całej Medii. Odmówił on przyłączenia się do któregokolwiek z diadochów i uczynił ze swojej pomniejszonej satrapii niezależne królestwo. Od tej pory ta część Medii była znana Grekom jako Media Atropatene, albo po prostu Atropatene, stąd średnioperskie Āturpātakān, później Ādurbādagān, a w końcu nowoperskie Ādarbāyjān, czyli Azerbejdżan. Dynastia założona przez Atropatesa panowała w Atropatene, okresowo podlegając Seleucydom oraz Partom, aż do 10 r. n.e., kiedy Artabanus, przyszły król Partów, zajął Medię Atropatene. Ostatni przedstawiciele dynastii Atropatydów udali się na wygnanie do Rzymu. W 12 r. Artabanus II (III), po obaleniu Wononesa I, zasiadł na tronie partyjskim. Wówczas dał Medię Atropatene Wononesowi, zapewne młodszemu bratu i przyszłemu królowi Partów. Atropatene była częścią imperium Partów, a następnie Sasanidów aż do podboju przez Arabów w 651 r.